# Cristina Pomacu
Cristina Pomacu (* 15. September 1973 in Calafat) ist eine ehemalige rumänische Langstreckenläuferin.

## Leben
Sie war insbesondere bei Halbmarathon-Weltmeisterschaften erfolgreich. Bei den Halbmarathon-Weltmeisterschaften 1995 gewann sie hinter Walentina Jegorowa die Silbermedaille. 1997 in Košice belegte sie in persönlicher Bestleistung hinter Tegla Loroupe ein weiteres Mal den zweiten Platz. In beiden Fällen gewann sie mit Rumänien die Mannschaftswertung. 1998 in Uster wurde sie Zweite mit der Mannschaft und belegte den achten Rang in der Einzelwertung. Bei den Halbmarathon-Weltmeisterschaften 2000 wurde sie Siebte und feierte ihren dritten Sieg in der Mannschaftswertung.
Auf der vollen Distanz konnte sie bei internationalen Meisterschaften keine vergleichbaren Erfolge erzielen. Bei den Leichtathletik-Europameisterschaften 1994 belegte sie nur den 24. Platz, bei den Olympischen Spielen 1996 und bei den Leichtathletik-Weltmeisterschaften 2001 gab sie das Rennen jeweils vorzeitig auf. Allerdings gelangen ihr insgesamt drei Siege beim Belgrad-Marathon (1994, 2000, 2001) sowie ein Sieg beim Marrakesch-Marathon (1995).
Cristina Pomacu wurde jeweils zweimal rumänische Meisterin im Marathon (1993, 1994) und im Halbmarathon (1995, 1997). Sie ist 1,64 m groß und wog zu Wettkampfzeiten 46 kg.

## Bestleistungen
- 10.000 m: 32:51,65 min, 1. April 2000, Lissabon
- Halbmarathon: 1:08:43 h, 4. Oktober 1997, Košice
- Marathon: 2:29:44 h, 21. April 2001, Belgrad